# P.N. Skovgaard
Peter Nikolai Skovgaard (født 1783 nær Rønne, død 17. juni 1838) var en dansk litterat.
Han fødtes i nærheden af Rønne; faderen var løjtnant ved dragonerne. Han blev student 1798 og sluttede fortroligt venskab med den jævnaldrende N.F.S. Grundtvig, hvis interesse for oldtiden han vakte. Kun 21 år gammel udgav han Beskrivelse over Bornholm I (1804), et værk, der var samlet med megen flid og indeholdt mange gode oplysninger, men ved siden deraf hensynsløse udtalelser; på grund af en skarp dom over Bornholms forsvars- og skattevæsen og udtalelser om Frederik III's fremgangsmaade mod Corfitz Ulfeldt blev forfatteren idømt 14 dages fængsel på vand og brød. Selv efter den tids retsopfattelse var det en hård og ubillig dom (A.S. Ørsted, der var blandt dommerne, havde stemt for en langt mildere straf). 1807 blev Skovgaard lærer ved en realskole i Aalborg, 1810 translatør i engelsk, fransk, hollandsk, tysk og svensk, 1814 mægler, 1820 portugisisk vicekonsul. Han besad megen læsning og kundskaber i mange sprog; han forfattede også enkelte bøger, således Bornholms Saga (1834); hans plumpe forsøg på ved et historisk falskneri at vise, at
Christian II havde myrdet sin fader, blev hurtig opdaget. Karaktersvaghed hindrede ham i at give sine betydelige evner tilbørlig udvikling og bragte ham også legemlig til forfald. Han døde 17. juni 1838. Hans enke, Cathrine Marie født Lehmann, døde 1865.